# Валлен-Деламот, Жан-Батист-Мишель
Жан-Бати́ст-Мише́ль Валле́н-Деламо́т (фр. Jean-Baptiste Michel Vallin de la Mothe; 1729, Ангулем, Франция — 7 мая 1800, там же) — французский и русский архитектор, один из наиболее известных зодчих екатерининской эпохи, основоположник русской классицистской школы, значительную часть жизни работавший в Санкт-Петербурге. Автор проектов здания Академии художеств и Большого Гостиного двора, также участвовавший в архитектурном оформлении Новой Голландии и Малого Эрмитажа.

## Биография

### До приезда в Россию
По материнской линии Валлен-Деламот происходил из знаменитого рода Блонделей, в нескольких поколениях которого были выдающиеся архитекторы. Его дядя Франсуа Блондель, автор знаменитого «Курса архитектуры», теоретик и педагог, много строил в Париже, Руане и Женеве, а двоюродный брат Жак Франсуа Блондель основал в Париже собственную архитектурную школу. Окончив учёбу в Париже в 1750 году, по протекции своего двоюродного брата Валлен-Деламот поступил во Французскую Академию в Риме. Сохранившаяся переписка позволяет сделать вывод, что юный французский архитектор питал истинную страсть к творчеству Андреа Палладио и его последователя Винченцо Скамоцци.
С 1750 года работал в Риме. Там он сблизился с художниками, работавшими в то время в Италии: Шарлем-Луи Клериссо, Жюльеном-Давидом Ле Руа, Габриэлем-Франсуа Дуайеном, Луи Лагрене, Жан-Жаком Каффиери и Огюстеном Пажу. Вероятно, он часто посещал мастерскую Джованни Баттиста Пиранези. Затем он в 1752 году вместе с графом Генри Пенбруком отправился в Гран-тур по Италии.
В 1754 году вернулся во Францию и присоединился к агентству своего дяди. В июне 1754 года в журнале «Mercure de France» Валлен-Деламот представил свой проект оформления площади Людовика XV (ныне Площадь Согласия), подписанный: «архитектор и член Академии Флоренции и Болонского института».
Площадь имени Людовика XV создавалась по заказу самого короля. В 1753 году был объявлен конкурс, в котором приняли участие девятнадцать архитекторов, в том числе Первый королевский архитектор Жак-Анж Габриэль, архитекторы Ж. Бофран, Ж.-Ж. Суффло и итальянец Дж. Сервандони. Но все проекты были признаны неудачными. В итоге король поручил Габриэлю обобщить лучшее из разных проектов, представленных на конкурс. Обращённые к площади фасады симметрично расположенных зданий северной стороны Площади Согласия имеют характерные для французского классицизма колонны большого ордера, образующие лоджии второго и третьего этажей, они фланкированы колонными ризалитами с треугольными фронтонами. Первые этажи оформлены аркадами и рустовкой. Позднее Валлен-Деламот использовал эти элементы в собственном проекте здания Императорской Академии художеств в Санкт-Петербурге. Когда его дядя умер в 1756 году, Валлен-Деламот остался без работы.

### Профессор Императорской Академии художеств и придворный архитектор
В 1756 году в Москве по инициативе И. И. Шувалова и М. В. Ломоносова распоряжением императрицы Елизаветы Петровны и указом Правительствующего сената от 6 (17) ноября 1757 года была учреждена Императорская Академия художеств. Проект «Академии Севера» («Académie du Nord») для Москвы Шувалов заказал в Париже архитектору французского неоклассицизма Жаку-Франсуа Блонделю, но проект не был реализован.
И. И. Шувалов в это же время искал во Франции преподавателя архитектуры для нового учебного заведения; кандидатуру Валлен-Деламота подсказали ему Блондель и Ж.-Ж. Суффло. В 1759 году Валлен-Деламот был приглашён в качестве профессора для преподавания в архитектурном классе. Согласно заключённому контракту, он обязался не только обучать архитектуре воспитанников Академии, но и разрабатывать порученные ему проекты. До приезда Валлен-Деламота архитектурный класс возглавлял А. Ф. Кокоринов, не имевший профессорского звания. Валлен-Деламоту принадлежала ведущая роль в подготовке будущих архитекторов. Он вёл проектирование в старших классах.
Архитектурный проект Блонделя был значительно переделан Валлен-Деламотом, но при этом сохранён считавшийся в то время передовым «французский стиль»: симметрия композиции, трёхчастное деление фасада и, подобно зданиям на Площади Согласия, «большой ордер», аркады первого этажа с «французским рустом», боковые ризалиты, идентичные портикам на Площади Согласия, вытянутые в высоту «французские окна». Эти детали воспринимаются «скрытыми цитатами» из архитектуры «большого стиля» эпохи Людовика XIV с элементами стиля Людовика XVI — французского неоклассицизма. Такие детали можно видеть в архитектуре многих французских зданий. В то же время здание Академии художеств является примером архитектуры раннего русского, или екатерининского, классицизма, в котором проявились его французские источники. Центральная часть главного фасада и купольное завершение имеют сложные барочные очертания, что также характерно для раннего русского классицизма.
Уникален план здания Академии художеств: прямоугольник размером 140 на 125 м, внутри которого имеется круглый двор с кольцеобразным внутренним корпусом («циркулем»). Внутри огромного двора диаметром 55 м можно мысленно поместить древнеримский Пантеон — круглое здание в плане с куполом диаметром 43,2 м. Купол Пантеона, самый большой в античном мире, всегда был мерой, из которой исходили архитекторы классицизма, и в данном случае эта мера имеет символическое значение. Предполагалось, что через открытые двери вестибюля кареты могли въезжать прямо во двор академического «пантеона», на четырёх порталах которого имеются золотые надписи: архитектура, скульптура, живопись, воспитание. По воспоминаниям графа А. А. Безбородко, круглый двор Академии был придуман императрицей, дабы он напоминал учащимся величественный купол собора Св. Петра в Риме как символическую меру их будущих произведений.
С 1780 года часть здания Академии, выходящую фасадом на реку Неву, завершал архитектор Ю. М. Фельтен. Центральный ризалит украшают статуи Геркулеса и Флоры Фарнезских (по античным оригиналам, работа скульптора И. П. Прокофьева). По идее Фельтена в 1785 году на куполе здания установили скульптурную группу «Минерва, коронующая искусства и науки» (олицетворение императрицы Екатерины), путти у её ног символизируют «благородные художества: живопись, ваяние и зодчество».
Однако, деятельность Валлен-Деламота в Санкт-Петербурге и здание Академии художеств не у всех вызывала одобрение:

Я предвижу, что век спустя Петербург будет великолепен, но поднимется по меньшей мере на две сажени и потому огромные дворцы не рухнут за недостатком свай. Воспретят варварскую архитектуру, занесённую французскими зодчими, коим только кукольные домики строить, не станет г-на Бецкого, человека, впрочем, неглупого, и более не будут предпочитать Растрелли и Ринальди какого-нибудь парижанина Ла Мота, который изрядно подивил Петербург, соорудив дом в четыре этажа, где была та, по его разумению, великая достопримечательность, что нельзя было ни увидеть, ни догадаться, где лестницы.— Джакомо Казанова
.
В 1761—1785 годах по проекту Валлен-Деламота осуществлялось строительство нового Гостиного двора на Невском проспекте Санкт-Петербурга. Протяжённое каре с двухъярусными аркадами одновременно следует традициям русской и западноевропейской архитектуры.
Уникальна композиция Католического храма Святой Екатерины Александрийской («Костёла Екатерины») на Невском проспекте (1763—1783). Основная композиционная идея с заглублённым порталом и двумя симметричными башнями, типичными для западноевропейской архитектуры, принадлежит именно Валлен-Деламоту. После отъезда Валлен-Деламота во Францию в 1775 году строительство по его проекту с 1779 года продолжал итальянец Антонио Ринальди, сохранивший эту композицию.
Проект Новой Голландии с выразительной монументальной аркой южной стороны высотой 23 метра, переброшенной через канал, осуществляли в 1779—1787 годах. Её композиция соединяет образ древнеримской триумфальной арки, обрамлённой мощными сдвоенными колоннами тосканского ордера и «вставленным» в проём арки подобием «палладиева окна» с отрезками антаблемента. Мощь и одновременно изящество этого сооружения производит несколько суровое, но истинно монументальное впечатление.
В процессе строительства зданий столичного императорского дворца Валлен-Деламот предложил проект двух павильонов: Северного (выходящего на берег Невы) и Южного, связанных на уровне второго этажа «висячим садом» под открытым небом. По обе стороны сада предполагалось устройство галерей для картин. Фасад северного павильона здания Малого Эрмитажа (в то время просто «Эрмитаж», 1766—1769) выстроен Валлен-Деламотом «в линию» с соседним зданием Зимнего дворца постройки Франческо Бартоломео Растрелли (1754—1762) в стиле «растреллиевского барокко». Французский архитектор проявил художественное чутьё и мудрость, композиционно связав разные по стилю здания: горизонтальные членения и ритм колонн «большого ордера» объединяют разностильные фасады. Два верхних этажа украшает портик из шести коринфских колонн и двух скульптур — статуй Флоры и Помоны. Завершает здание аттик со скульптурной группой. В XVIII в. здание Малого Эрмитажа именовали «Ламотов павильон», по фамилии архитектора.
Валлен-Деламот обустраивал интерьеры юго-восточной части Зимнего дворца для взошедшей на престол императрицы Екатерины II. По рисункам Валлен-Деламота были созданы монументальные мраморные верстовые столбы.
Постройки Валлен-Деламота в Санкт-Петербурге и проекты для Москвы связаны с началом строительных инициатив императрицы Екатерины II и поэтому в классическом архитектуроведении их относят к так называемому екатерининскому классицизму. Однако в старых источниках родоначальником екатерининского классицизма называли А. Ф. Кокоринова и большинство построек, в том числе здание Академии художеств, приписывали ему, ныне, на основании документов, благодаря работам В. К. Шуйского, восстановлено истинное значение и авторство построек Валлен-Деламота. Ведь ещё в начале XX века Г. К. Лукомский писал, что именно «Деламот был строгим стилистом… само здание, весь его типичный „Louis XVI“ … бесспорно отнимает у Кокоринова лавры на замысел сооружения, оставляя ему лишь имя строителя».
Архитектура Валлен-Деламота напоминает классические парижские отели в духе Блонделя. «Это ранний классицизм, сохраняющий очарование уходящего рококо… Архитектор любил скруглять углы зданий, применять раскрепованные карнизы и падуги, сдвоенные колонны».
Валлен-Деламот как правило выполнял общий проект здания, не участвуя в самом процессе строительства. По его проектам обычно работал Ю. М. Фельтен. Сохранившийся во Франции архив даёт возможность оценить творчество зодчего. Его проекты находятся в собрании Музея департамента Шаранты в Ангулеме и в частном собрании наследников Поля Абади в Париже. Возведённые по проектам Валлен-Деламота здания представляют собой характерные образцы раннего русского классицизма, в которых ясность композиций сочетается с барочной пластичностью масс. Среди русских учеников Валлен-Деламота выделяются архитекторы «высокого классицизма»: Василий Баженов, братья Илья и Пётр Нееловы, Иван Старов.

### Возвращение во Францию
В 1775 году Валлен-Деламот покинул Россию и возвратился во Францию. Жил в Лионе, где проектировал и строил собственный дом. Но в связи с тяжёлой болезнью и материальными трудностями он в начале 1782 года вынужден был переехать в родной Ангулем, где и прожил до кончины 7 мая 1800 года.

## Постройки Ж.-Б. Валлен-Деламота в Санкт-Петербурге
- Главное здание Академии художеств в Санкт-Петербурге. Южный фасад. 1764—1788
- Здание Академии художеств. Центральный ризалит
- Парадная лестница здания Академии художеств. Фотография 1910-х гг.
- Церковь Святой Екатерины Александрийской. Главный фасад. 1763—1783
- Интерьер церкви
- Деталь интерьера
- Северный Павильон здания Малого Эрмитажа «в линию» с Зимним дворцом. 1766—1769
- Aрка «Новой Голландии». 1765—1780
- Здание Большого гостиного двора на Невском проспекте. 1761—1785
- Дворец графа К. Г. Разумовского (Здание Воспитательного дома). 1762—1766
- Верстовой столб у Старо-Калинкина моста
- Усадьба графа И. Г. Чернышева "Александрино". 1760-е гг.

## Основные проекты
- Большой Гостиный двор (1761—1785)
- Католический храм Святой Екатерины на Невском проспекте (1763—1783)
- Дворец графа К. Г. Разумовского (1762—1766)
- Дворец графа И. Г. Чернышёва (1762—1768) (не сохранился, см. Мариинский дворец)
- Здание Академии художеств (1764—1788)
- Проект фасадов Новой Голландии и её арки (1765—1780)
- Малый Эрмитаж (1766—1769)
- Здание Вольного экономического общества на углу Невского пр. и Дворцовой площади (1768—1775) (не сохранилось, см. Здание Главного штаба)
- Юсуповский дворец на Мойке 1770-е
- Гетманский дворец (не сохранился) в городе Почепе Брянской области (1760-е)
- Загородная усадьба графа И. Г. Чернышёва (1760-е)